# Lapdog
Lapdog är ett svenskt melodiskt punkrockband, bildat 1993 i Umeå.
Gruppen skivdebuterade med 1995 års EP Knight for a Day, utgiven på Ampersand Records. Gruppen fortsatte att vara aktiv fram till slutet av 1990-talet då den splittrades.
2009 återförenades bandet och släppte två år senare debutalbumet The Lonely Sound.

## Diskografi

### Album
- 2014 - The perpetual Race
- 2011 - The Lonely Sound (Hey Punk! Records/Premonition Records)

### EP
- 1995 - Knight for a Day (Ampersand Records)

### Singel
- 2014 - Supernova Light (Premonition Records)

### Medverkan på samlingsskivor
- 1995 - Salmons of Hort ("Their Foe", Ampersand Records)
- 1998 - A Tribute to Bad Religion ("God Song" och "No Control", Tribute Records)
- 2009 - Punk kills Volume 9 ("Faces lost", 272 records)
- 2009 - Hey Punk! DIY Volume 1 ("So alone", Hey Punk! Records)
- 2010 - Hey Punk! DIY Volume II ("The Show", Hey Punk! Records)
- 2010 - Sounds Fishy Volume 1 ("Save the world", Hey Punk! Records)
- 2010 - Säker Sex ("Too little time, Running out", Hey Punk! Records)
- 2013 - Sweden the deal ("Supernova light, We don't belong", Less talk more records, Make that a take records, Dead Lamb records, Socks off, Tns records, Lockjaw records, Riot scare records)

### Fotnoter
1. 1 2 3  Burström, Eveline (6 september 2011). ”Lapdog reser sig ur askan”. Västerbottens-kuriren. Arkiverad från originalet den 4 december 2011. https://web.archive.org/web/20111204220153/http://www.vk.se/Article.jsp?article=473898. Läst 3 april 2012.